# 刺毛悬钩子
刺毛悬钩子（学名：Rubus multisetosus）是蔷薇科悬钩子属的植物，为中国的特有植物。分布在中国大陆的云南等地，生长于海拔2,500米至3,000米的地区，多生长于路旁、草地、山地林中及山谷水沟边，目前尚未由人工引种栽培。